# St. Stephanus (Oldenburg)
St. Stephanus ist eine römisch-katholische Filialkirche der Pfarrgemeinde St. Willehad in der niedersächsischen Großstadt Oldenburg. Sie steht unter dem Patrozinium des Heiligen Stephanus und gehört zum Bistum Münster. Das Gotteshaus ist eine Saalkirche im Stil der Moderne und bietet 200 Gläubigen Platz.

## Geschichte
Wegen der ständig steigenden Einwohnerzahl gab es 1974 im Oldenburger Stadtteil Bloherfelde etwa 2.100 Katholiken (bei über 18.500 Nichtkatholiken). Die zuständige Kirche St. Willehad konnte die steigende Zahl der Gottesdienstteilnehmer nicht mehr fassen. Daher wurden Seelsorger für die Region Bloherfelde ernannt und die Gottesdienste in Privathäusern, wie z. B. in der Wohnung von Pfarrer Otto Beckmann, oder im Saal des Gemeindezentrums der evangelischen Gemeinde Bloherfelde gefeiert.
Die Gründung der Kapellengemeinde St. Stephanus aus Teilen der Oldenburger Pfarren St. Willehad und St. Peter war 1976 und die Umwandlung in eine selbständige Pfarrei erfolgte 1983. Einbezogen waren auch die Katholiken aus Wehnerfeld und aus mehreren Orten der politischen Gemeinden Edewecht und Bad Zwischenahn.
Die vom Architekten Franz-Josef Buschmann (Lohne) entworfene neue Kirche wurde 1981/82 als Stahlbeton-Skelettbau ohne Glockenturm errichtet und am 24. Oktober 1982 durch Bischof Dr. Max Georg Freiherr von Twickel geweiht. Nach der Fusion 2008 ist St. Stephanus eine Filialkirche der Pfarrgemeinde St. Willehad. Zur Prävention von sexuellem Missbrauch von Kindern und Jugendlichen erarbeitete 2019 eine Steuerungsgruppe im Auftrag des Pfarreirates dieser Kirchen ein institutionelles Schutzkonzept, das alle fünf Jahre überprüft und bei Bedarf modifiziert wird.
Am 1. Januar 2024 schlossen sich die drei Oldenburger Pfarren St. Willehad, St. Josef und St. Marien sowie fünf Kirchengemeinden aus benachbarten Landkreisen zusammen zum Katholischen Kirchenverband „Pastoraler Raum Oldenburg-Delmenhorst“ mit Sitz in Oldenburg.

## Orgel
Die Firma Friedrich Weigle (Leinfelden-Echterdingen) baute 1984 die Orgel (II+P/21) mit Vorabzügen und Transmissionen.  Die Orgel wurde von Kurt Quathamer (Bordesholm) 2009 gereinigt und überholt. Das Instrument besitzt ein Hauptwerk (C–g3), ein Schwellwerk (C–g3) und ein Pedal (C–f1) sowie mechanische Schleifladen.